# Associação Brasileira de Preservação Ferroviária

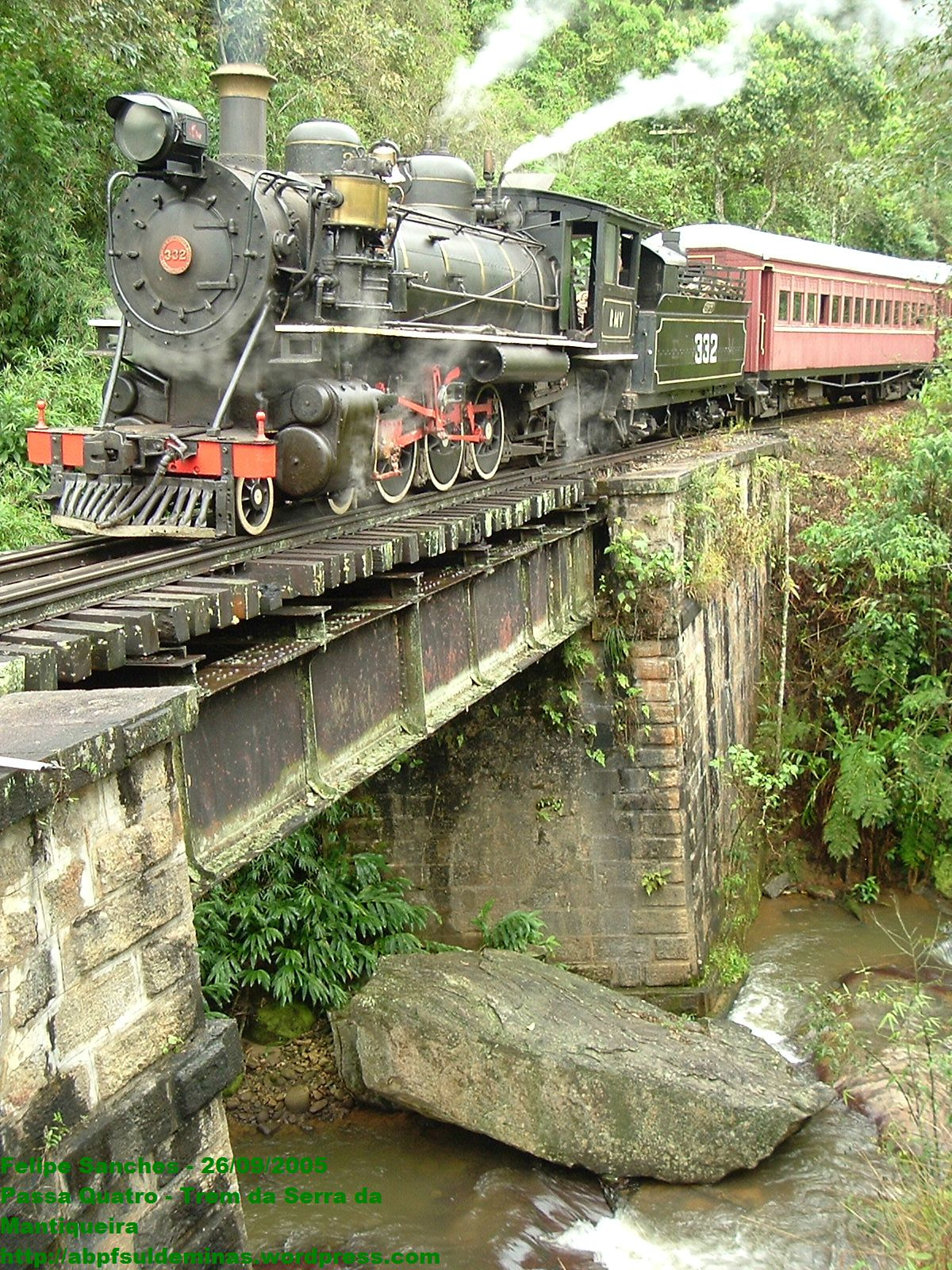
Serra da Mantiqueira: Ein Zug, der von Passa Quatro bergauf über die Estrela Bridge zum Tunnel fährt

Die Associação Brasileira de Preservação Ferroviária (ABPF) (Brasilianische Gesellschaft für Eisenbahnerhaltung) ist ein Verein in Campinas, der 1977 vom Franzosen Patrick Henri Ferdinand Dollinger gegründet wurde. Sie vereint diejenigen, die an der Erhaltung und Bekanntmachung der brasilianischen Eisenbahngeschichte interessiert sind. 
Dollinger interessierte sich für Lokomotiven und Eisenbahnen und kam 1966 nach Brasilien. Er war wegen der Stilllegungen von Eisenbahnen in Brasilien besorgt und entschied sich, eine Erhaltungsgesellschaft zu gründen, ähnlich denen in Europa und den Vereinigten Staaten.
1979 erhielt die ABPF von der Regierung des Bundesstaates São Paulo die Genehmigung, eine 44 Kilometer lange stillgelegte Strecke der Fepasa-Eisenbahn in der Stadt Campinas zu betreiben. Die Gesellschaft begann mit der Restaurierung der Bahnhöfe und Gleise. Bald sammelte sie Schienenfahrzeuge im ganzen Land, die sie sich von der Regierung auslieh. Daraus entstand die Viação Ferrea Campinas Jaguariuna (Museumsbahn Campinas–Jaguariúna).
ABPF ist in mehrere lokale Abteilungen unterteilt, die sich Regionals nennen:
- Regional de Campinas: verantwortlich für die Viação Ferrea Campinas Jaguariuna
- Regional São Paulo: betreibt einen Breitspur-Dampfzug in der Stadt São Paulo und im Distrikt Paranapiacaba[2]
- Regional Rio de Janeiro: betreibt ein kleines Museum und eine Modelleisenbahn
- Regional Santa Catarina: betreibt Dampfzüge in Rio Negrinho, Piratuba und Apiúna
- Regional Paraná: restauriert Schienenfahrzeuge in Curitiba und plant deren Betrieb[3]
- Regional Sul de Minas: betreibt zwei Dampfzüge, einen in Passa Quatro und den anderen in São Lourenço, wo es auch ein Dampflok-Bahnbetriebswerk gibt.[4]

ABPF ist der größte Dampfeisenbahnbetreiber von Museumseisenbahnen in Brasilien.

## Bilder

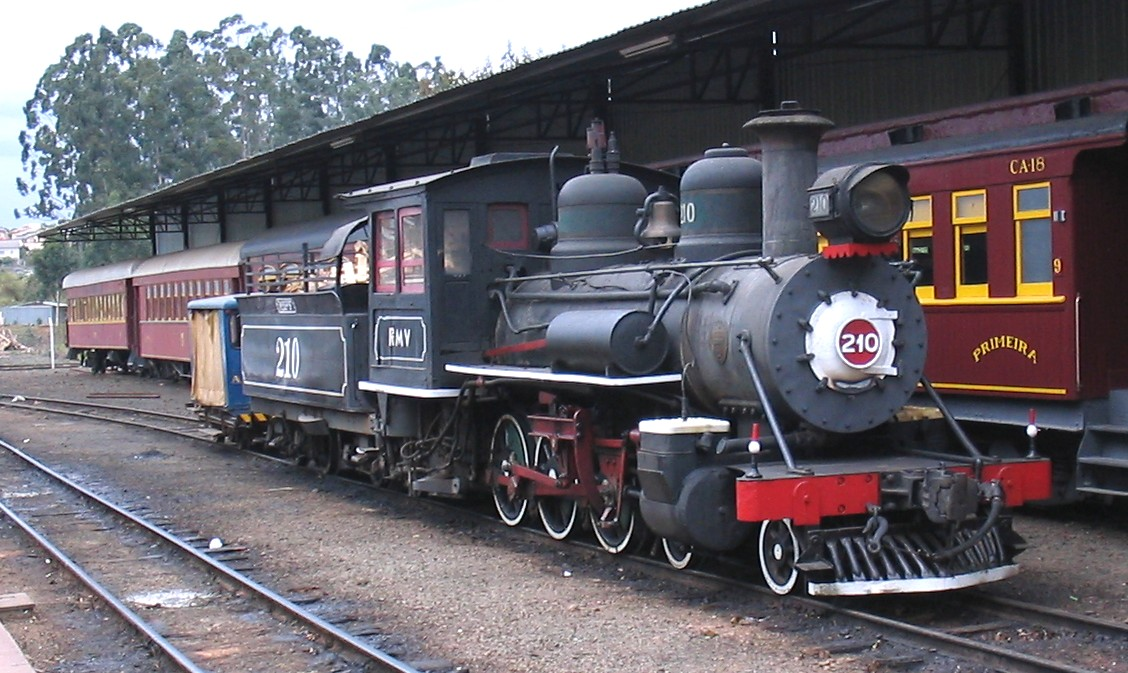
Dampflok der Strecke von Campinas (São Paulo) nach Jaguariúna (São Paulo) im Bahnhof Anhumas in Campinas
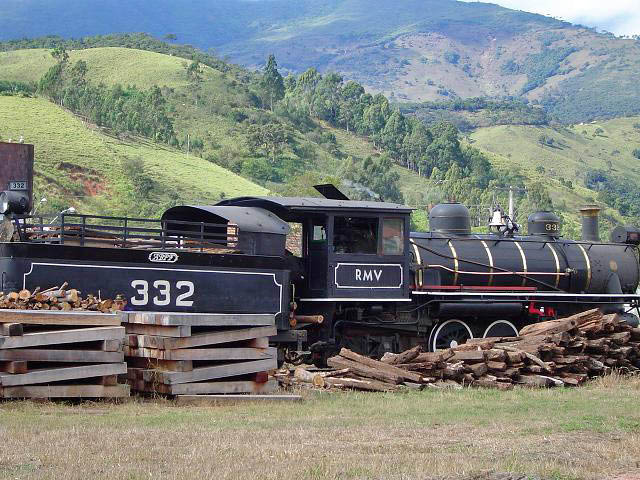
Dampflok, ehemals von der RMV in Passa Quatro (Minas Gerais)
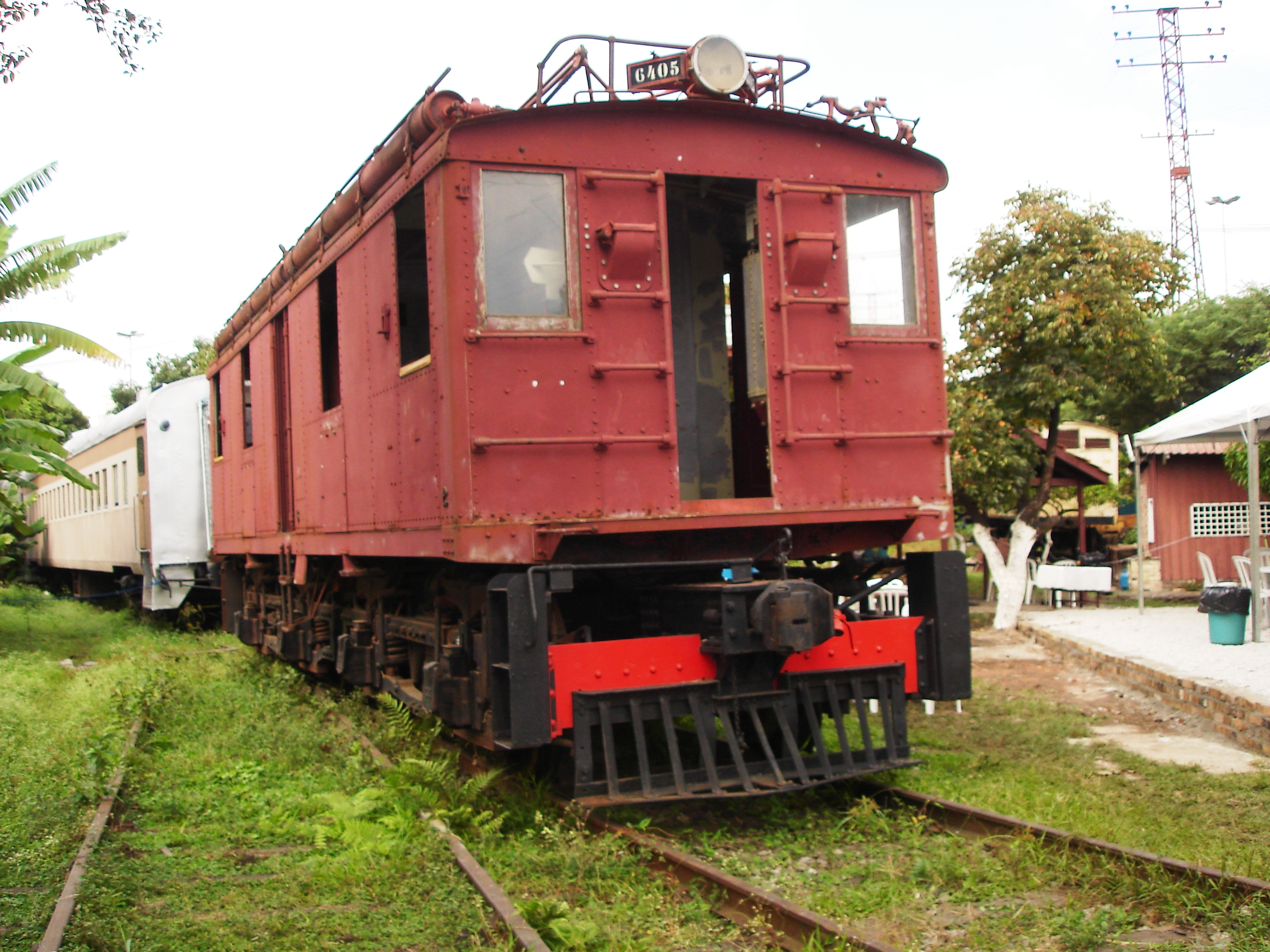
Elektro-Güterzuglok der Paulista Railway, 1921 in den USA gebaut. Erst #208 dann #404 sowie als #6405 in Fepasa eingesetzt und jetzt durch die ABPF-SP
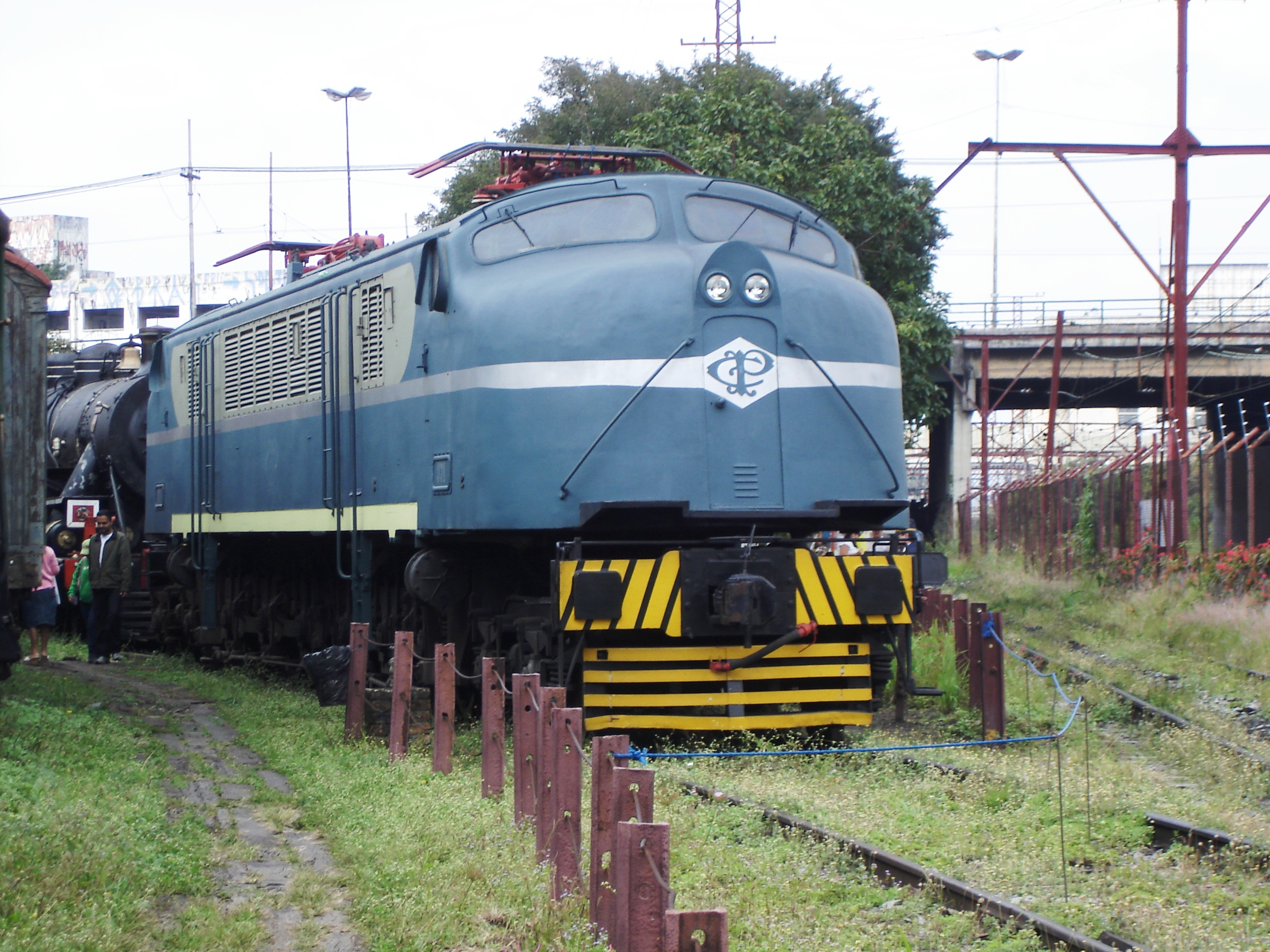
Elektrolok von GE in den USA gebaut, erst bei der Paulista Railroad in Fepasa eingesetzt und heute Teil der ABPF-SP
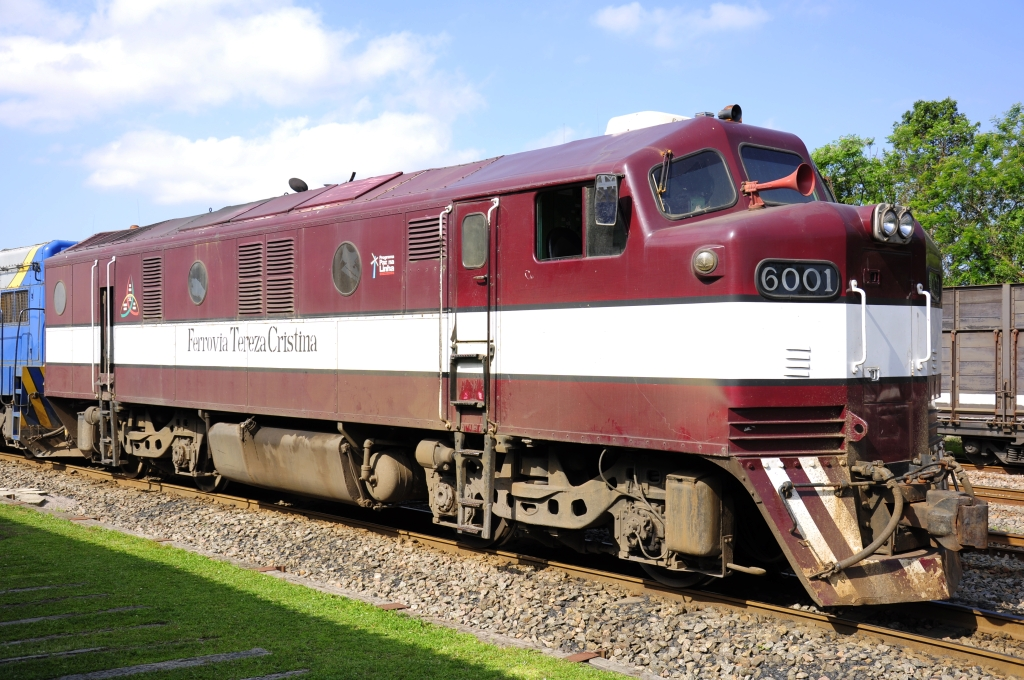
Diesel-elektrische Lok GMD B12 B-B # 6001, 1953 von GMD für die EFVM gebaut, 1968 an die RFFSA abgegeben, jetzt bei Ferrovia Tereza Cristina, Tubarão (SC)
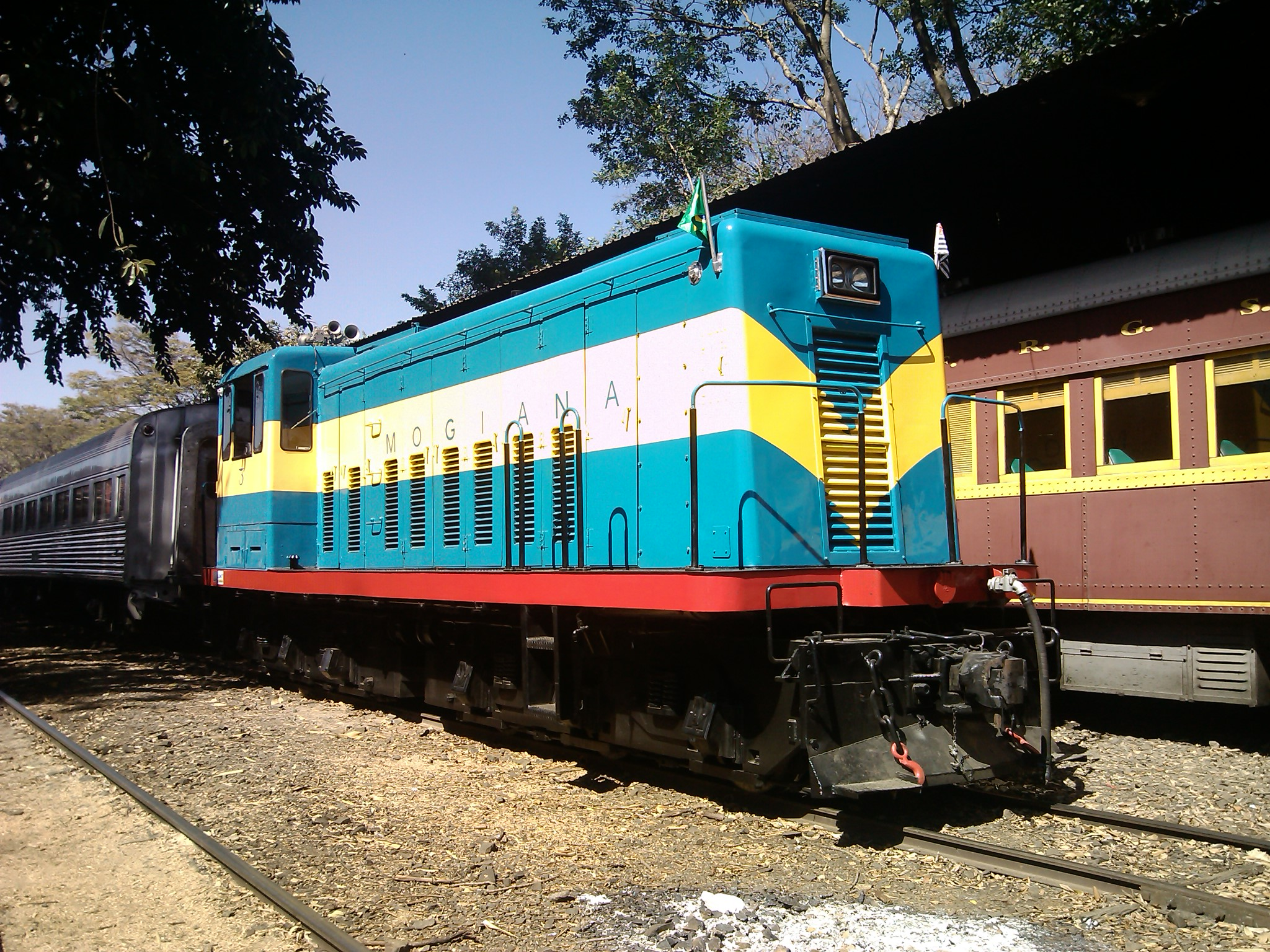
GE 70 ton (64 t) Rangierlok mit einer Spurweite von 1000 mm im Bahnhof Anhumas, Campinas